# Welcome to L.A.
Welcome to L.A. è un film prodotto nel 1976 diretto da Alan Rudolph. La colonna sonora è curata da Richard Baskin.

## Trama
Un giovane musicista viene invitato, in occasione del Natale, a tornare a casa a Los Angeles, dopo tre anni di permanenza in Inghilterra. 
Ad attenderlo la famiglia, in particolare il padre, imprenditore di successo ed il suo entourage. Il giovane Carrol aveva sempre rifiutato quello stile di vita, ma ora si troverà coinvolto in un turbinio di passioni. 
Il padre con l'amica intima, nonché collaboratrice in affari Susan Moore, convincerà un musicista di successo, Eric Wood (Richard Baskin)  ad incidere un album con il figlio per spingerlo così a prolungare il periodo di permanenza nella città. 
Molte donne insoddisfatte della propria vita inizieranno a ruotare intorno a lui ed al patrimonio familiare in una lunga sequenza di eventi. Alla fine del film però ogni cosa ritorna al suo posto,le amanti tornano dai rispettivi compagni, la famiglia si riassesta e Carrol sceglierà quindi di rimanere a Los Angeles.